# Barbet
Der Barbet ist eine von der FCI anerkannte Hunderasse aus Frankreich (FCI-Gruppe 8, Sektion 3, Standard Nr. 105).

## Herkunft und Geschichtliches
Der mittelgroße „Barbet“, ist einer der ältesten europäischen Wasserhunde und möglicherweise ein Vorläufer des Pudels. Die Mauren sollen seine Vorfahren im 6. Jahrhundert nach Spanien und Portugal gebracht haben, von wo er sich sehr schnell in ganz Europa verbreitet haben soll. Schon sehr früh wird in Portugal ein Wasserhund (Cão de Água Português) erwähnt, der alle Merkmale des Barbets hat. Diesen Wasserhund trifft man im 14. Jahrhundert in ganz Europa an und erst im 16. Jahrhundert wird er mit dem Namen „Barbet“ benannt.
Das Interesse an dieser Rasse ließ gegen Ende des 19. Jahrhunderts nach. Erst in den 1970er Jahren erlebte diese Hunderasse wieder einen Aufschwung. In Deutschland wird diese Rasse jedoch nach wie vor selten gehalten.
Züchterisch hat diese Rasse eine Reihe heute existierende Jagdhundrassen beeinflusst. Dazu zählt der Deutsche Drahthaarige Vorstehhund, der Pudelpointer, der Griffon Korthals und der Irish Water Spaniel.

## Beschreibung
Das wasserdichte Fell des Barbet – ähnlich dem des Irish Water Spaniel – bietet selbst im eisigsten Wasser hervorragenden Wärmeschutz. Das Haar ist lang, wollig, kraus und bildet als Besonderheit bei Jagdhunden Schnüre. Viele Farben sind zugelassen: einfarbig schwarz, grau, kastanienbraun, falbfarben, sandfarben, weiß oder mehr oder weniger gescheckt. Die Farbnuancen reichen von falbfarben zu sandfarben,
das Kopfhaar muss bis zum Nasenrücken fallen. Der Barbet hat einen langen Bart und einen üppigen Schnurrbart. Die Ohren sind tief angesetzt und hängen lang herab, mit langen Haaren.

## Verwendung
Wasserhund zur Jagd auf Vögel nicht nur zum Apportieren. Mittelgroßer Hund mit dichtem, wolligem Fell, welches ihn zuverlässig vor Kälte und Feuchtigkeit schützt. Er ist ein ausgezeichneter Schwimmer. Die Pflege des wolligen, gelockten Fells ist allerdings relativ zeitaufwändig. Heute ist der Barbet relativ selten. Er wird jedoch immer öfter als anpassungsfähiger und äußerst liebenswürdiger Familienhund gehalten.